# 米蕾拉·德米瑞娃
米蕾拉·德米瑞瓦（1989年9月28日—），是一名保加利亚女子跳高运动员，她以1.97米的成绩获得2016年里约奥运会女子跳高银牌。

## 外部連結
- 米蕾拉·德米瑞娃在的頁面